# Miguel Indurain
Miguel Ángel Indurain Larraya (Villava, Navarra, 1964. július 16. –) spanyol válogatott baszk országútikerékpár-versenyző. Indurain az első olyan ötszörös Tour de France-győztesként vonult be a köztudatba, aki sorozatban nyerte meg a legrangosabb kerékpáros-viadalt. Profi pályafutását 1985-ben kezdte, a Reynolds-csapatban, már abban az évben részt vett a francia körversenyen, bár akkor még feladta. Évről évre jobb eredményeket ért el, 1989-ben 17., 1990-ben már 10. lett. Sokan azt mondták, hogy a fiatal Indurain már ebben az évben is nyerhetett volna, azonban a csapatkapitányt, Pedro Delgadót segítette. 1991–1995 között mind az öt Tourt megnyerte, 1996-ban csupán 11. lett, az első komolyabb hegyi szakaszon a hideg és az eső miatt leszakadt az élbolytól, később az ekkor szerzett bronchitis miatt nem tudta felvenni a harcot Bjarne Riisszel, a győztessel, aki 2007-ben beismerte, hogy EPO-t használt, doppinggal nyert.
Indurain elsősorban az egyéni időfutamokon teljesített jól, rendre percekkel verte ellenfeleit (a legfélelmetesebb a 92-es Tour egyik időfutamán elért 3 perces különbség), majd igyekezett a hegyekben megvédeni a sárga trikót. Sokan megrótták ezért őt, hogy nem elég agresszív, nem támad. A fanyalgóknak viszont látniuk kellett, hogy ha szükséges volt, könnyedén vette fel a harcot a lepkesúlyú hegyimenőkkel a legmeredekebb emelkedőkön is. Külön emlékezetes az 1995-ös versenyen, a Charleroi–Liége szakaszon indított akciója, amikor az inkább dombos szakaszon egyedül támadta meg az egész mezőnyt, a célba egyperces előnnyel ért be (igaz, vele tartott Bruyneel is, azonban végig Indurain szélárnyékában utazott).
Természetesen nem csak a francia körversenyen ért el sikereket. 1991-ben és 1992-ben a Giro d’Italián lett első (azóta is egyedüliként, aki két egymást követő évben a két legnagyobb körversenyt megnyerte), az 1996-os atlantai olimpián (az első alkalom volt, amikor profi kerékpárosok is indultak) aranyérmes lett az egyéni időfutamon. Több kisebb – elsősorban felkészülési – versenyt is nyert, a világbajnokságok mezőnyversenyében soha nem tudott nyerni, de az 1995-ös kolumbiai világversenyen ennek külön oka volt. A különösen nehéz pályán az utolsó körök voltak hátra, amikor a maroknyi élmezőnytől ellépett a szintén spanyol Abraham Olano. Ezután Indurain önfeláldozóan védte honfitársa előnyét, a többieket, mint egy „rendőr” felügyelte, hárította a támadásokat, végül ezüstérmes lett. Érdekes „leosztás”: ugyanezen világbajnokságon, az egyéni időfutamban ő nyert, Olano lett a második.